# إليزا مينيغيني
إليزا مينيغيني (من مواليد 24 يوليو 1997 في كومو) هي لاعبة جمباز فني إيطالية، وعضو في فريق الجمباز الفني الإيطالي للسيدات ، بطلة 2014 الإيطالية في تمارين شاملة وحركات الأرضية وعارضة التوازن. بصفتها شابة ، فازت بالميدالية الفضية في مسابقة فريق الناشئين في بطولة أوروبا 2012. كما حضرت دورة الألعاب الأولمبية الصيفية 2016.

## روابط خارجية
- إليزا مينيغيني في الاتحاد الدولي للجمباز

- أخبار إليسا مينيغيني على موقع الاتحاد الدولي للجمباز على موقع واي باك مشين (نسخة محفوظة dmy)
- إليزا مينيغيني في اللجنة الأولمبية الدولية